# Natriumsulfit
Natriumsulfit (Na2SO3) är ett vattenlösligt natriumsalt, som sönderdelas även av svaga syror enligt 
{\displaystyle {\rm {Na_{2}SO_{3}+2\ H^{+}\rightarrow 2\ Na^{+}+H_{2}O+SO_{2}}}}
Om ämnet i lösning kommer i kontakt med luftens syre oxideras det gradvis till natriumsulfat (Na2SO4). I fast form om i frånvaro av kristallvatten går denna process dock mycket långsammare.
Indunstning av en lösning av natriumsulfit ger upphov till ett hydrat med sju kristallvattenmolekyler per formelenhet salt (heptahydrat).
Natriumsulfit används som konserveringsmedel, och har då E-nummer 221.